# Ка-Фоскари
Ка-Фоскари, или Палаццо Фоскари, (итал. Ca' Foscari, Palazzo Foscari; Ca — сокращение от Casa — дом, дворец) — дворец в Венеции, в сестиере (районе) Дорсодуро. Построен для дожа Франческо Фоскари в 1453 году по проекту архитектора Бартоломео Бона. В настоящее время в здании располагается Университет Ка' Фоскари (итал. Università Ca'Foscari). Не путать с другим дворцом той же семьи: Виллой Фоскари на канале реки Брента (область Венето).
Дворец расположен на широком изгибе Гранд-канала. Здесь во время ежегодной исторической Регаты (итал. Regata Storica di Venezia) в первое воскресенье сентября размещают плавающую деревянную платформу, на которой сооружена крытая постройка (La macchina). Здесь заканчиваются соревнования и вручаются призы победителям.

## История
Палаццо Фоскари построен на месте старого здания, которое называлось «Дом с двумя башнями» (Casa delle Due Torri). В 1429 году здание было приобретено Венецианской Республикой у Бернардо Джустиниани, для того чтобы сделать его резиденцией Джанфранческо I Гонзага (итал. Gianfrancesco Gonzaga), лорда Мантуи и вице-капитана армии Серениссимы.
В то время палаццо состоял из центрального корпуса и двух башен. Так как Гонзага не бывал в своей резиденции, здание использовали для приёма знатных гостей Республики, послов и королей. В 1438 году Гонзага вступил в союз с Висконти, оставив Венецианскую республику, поэтому в следующем году Дом с двумя башнями был передан миланскому кондотьеру Франческо I Сфорца в качестве приза за отвоевание Вероны и за его активную роль на военном поприще в пользу Венецианско-флорентийской лиги. Сфорца останавливался во дворце только на короткое время, а в 1446 году он вступил в тайный сговор, чтобы завладеть Миланским герцогством: когда Совет десяти в 1447 году обнаружил предательство, дворец был конфискован.
В 1453 году Венецианская республика вернула себе дворец и продала его с аукциона дожу Франческо Фоскари, который решил снести старое здание и перестроить его в стиле поздней венецианской готики. Перестройка дворца означала для дожа подтверждение своей политической и военной власти: в то время дож имел большой успех в военных действиях республики, он стал инициатором венецианской экспансии на материке — венецианской терраферме. Огромный дворец ещё не был закончен, когда Фоскари в 1457 году потерпел поражение и удалился в свой загородный дом.
В 1574 году на втором этаже здания проездом из Варшавы поселился Генрих Валуа, который через несколько месяцев стал королем Франции под именем Генриха III (он также гостил в другом, загородном дворце семьи: на вилле Фоскари). С 1867 года в здании располагается Университет (Universita Ca’Foscari).
В 1936 и в 1956 годах архитектор Карло Скарпа перестраивал дворец для нужд Университета. Он реставрировал отдельные части здания включая большой зал, превратив его в лекционный. В 2004 году была проведена комплексная реставрация палаццо и прилегающих зданий. Работы по укреплению конструкции и сохранению исторического фундамента длились до лета 2006 года. Во время реставрационных работ под внутренним двором были обнаружены остатки постройки IX века и фресковый пол XV века, позднее перекрытый.

## Архитектура
Автором здания был Бартоломео Бон, который по указанию дожа Фоскари уже построил в 1439—1442 годах вместе со своим отцом «Порта делла Карта» (итал. Porta della Carta — Ворота бумаги, один из двух главных входов во Дворец дожей.
Новый дворец строили как «Domus magna» (главная резиденция, представительское место). Его продлили до края Гранд-канала и добавили второй «благородный этаж», благодаря чему он возвышался над другими патрицианскими домами, стоявшими поблизости. Цокольный этаж здания использовался как склад, первый и второй «благородный этаж» (рiano nobile) использовали для жилья. Последний этаж предназначался для прислуги. Это одно из самых внушительных зданий с самым большим двором частного дома, который можно увидеть в Венеции. Главный вход во дворец находится со стороны канала. Внутренний двор площадью 940 м² превышает по размеру дворы других домов города и уступает только дворцу Дожей. Благодаря своему расположению на самом широком изгибе Гранд-канала, раскрывающем вид от моста Риальто до Галереи Академии, второй этаж Ка-Фоскари облюбовали многие художники, такие как Каналетто, Микеле Мариески, Лука Карлеварис, Франческо Гварди. Две работы Каналетто были написаны со второго этажа здания: «Большой канал от Ка 'Бальби в сторону Риальто» (1720—1723, Музей венецианского сеттеченто в Ка-Реццонико) и «Регата на Большом канале» (около 1732 г., Виндзор, Королевский дворец).
Центральная аркада второго и третьего этажей сделана по моделям фасада Дворца дожей: стрельчатые готические арки, опирающиеся на круглые колонки с причудливыми капителями, украшенными листвой, звериными масками, и квадрифолии (четырёхлистники) третьего этажа.  Полифора (ряд оконных проёмов) аркад оформлена балконами с балюстрадой. Выше находится фриз с барельефом: рыцарский шлем, представляющей роль дожа как капитана республики, и крылатые путти, держащие семейный герб со львом Святого Марка. Первоначально фриз был украшен лазуритом и позолотой по примеру Ка-д’Оро, он был повреждён, когда Наполеон Бонапарт прибыл в Венецию, и восстановлен в 1920-х годах.
Портал боковой стены, ограждающей вход во двор, сделан из белого истрийского мрамора, увенчан стрельчатым люнетом. В люнете — герб семьи Фоскари и путти по сторонам в качестве щитодержателей. В щите изображен лев Святого Марка с раскрытой книгой. В 1797 году, во время оккупации Венеции войсками Наполеона Бонапарта, семейные гербы были запрещены, по его указу  уничтожены либо закрыты. Герб на портале Ка-Фоскари был закрыт слоем извести, но не уничтожен.

## Интерьер
Главный вход с канала вёл в вестибюль или «портик», используемый для деловых переговоров, с кладовыми и конторскими помещениями по обе стороны и кухней позади. Жилые помещения находились наверху, а комнаты вели в большую Т-образную центральную комнату, после реконструкции 1936 и 1956 годов — конференц-зал (aula magna) университета. Во дворе были устроены колодец и открытая лестница. находится на втором этаже дворца.
На втором этаже находится Большой зал, посвященный Марио Барато (профессор итальянской литературы, который скончался в 1984 году во время лекции), построенная во время реставрационных работ в 1936 и 1956 годах. Комната расписана фресками Марио Сирони и Марио Делуиджи. Композиция включает ряд аллегорических фигур: студент-атлет с книгой и карабином, символ фашистских университетских групп (GUF), «Техника» в виде женской фигуры, опирающейся на колесо, «Медицина», женская фигура с кадуцеем, «Венеция» на троне, к которой добавлены лев Сан-Марко, купола базилики Сан-Марко и аллегория «Родины», которая прославляет победу Италии в Эфиопской войне.

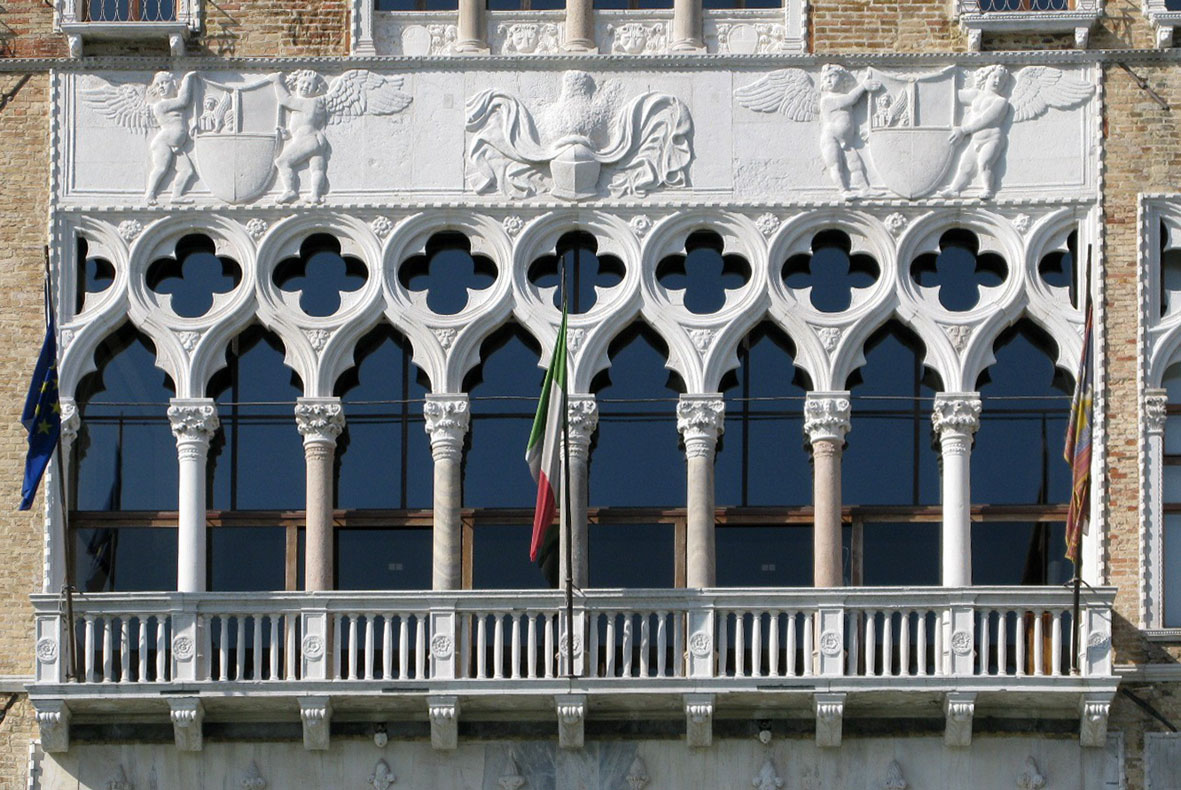
Полифора главного фасада дворца
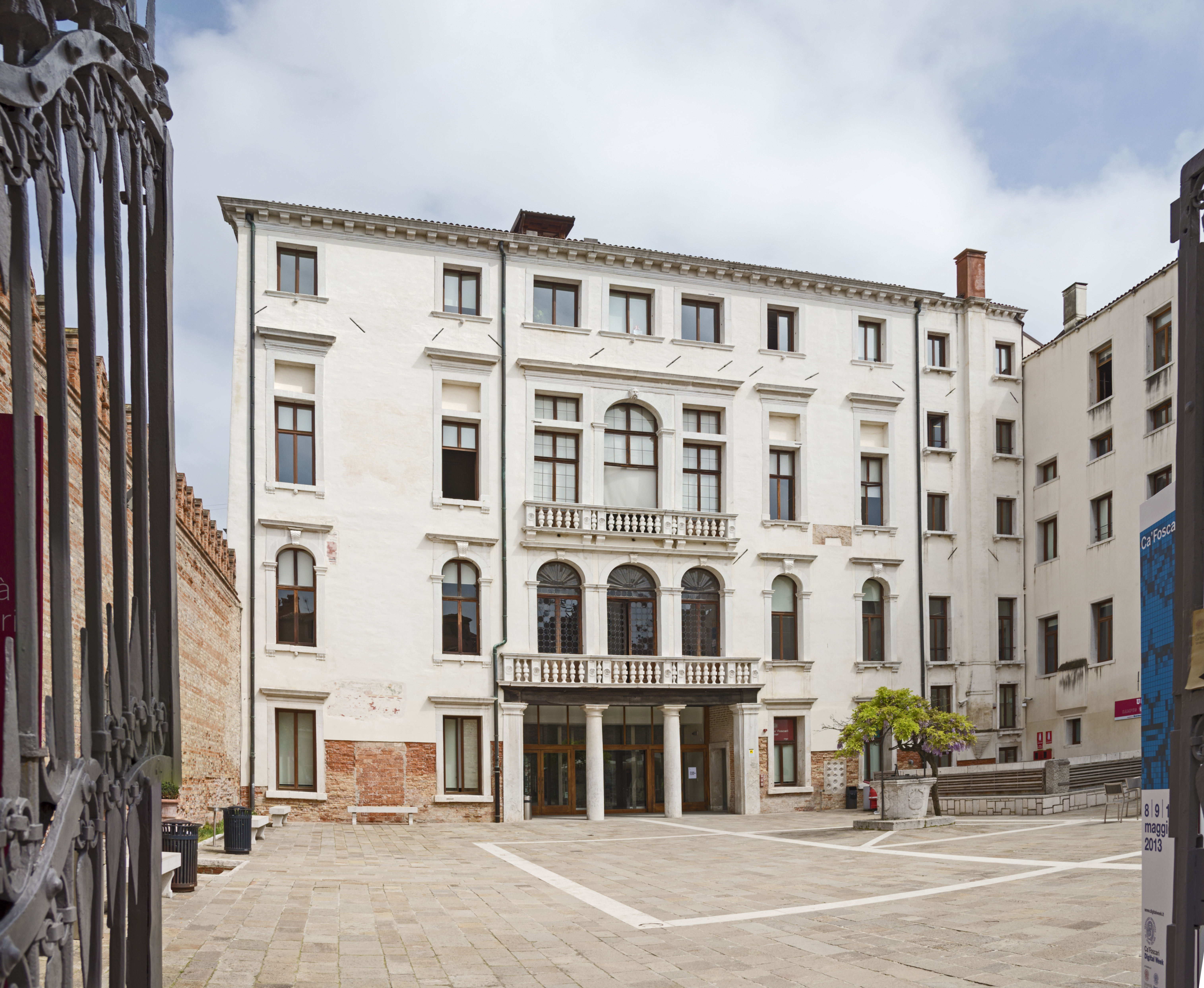
Фасад со стороны двора
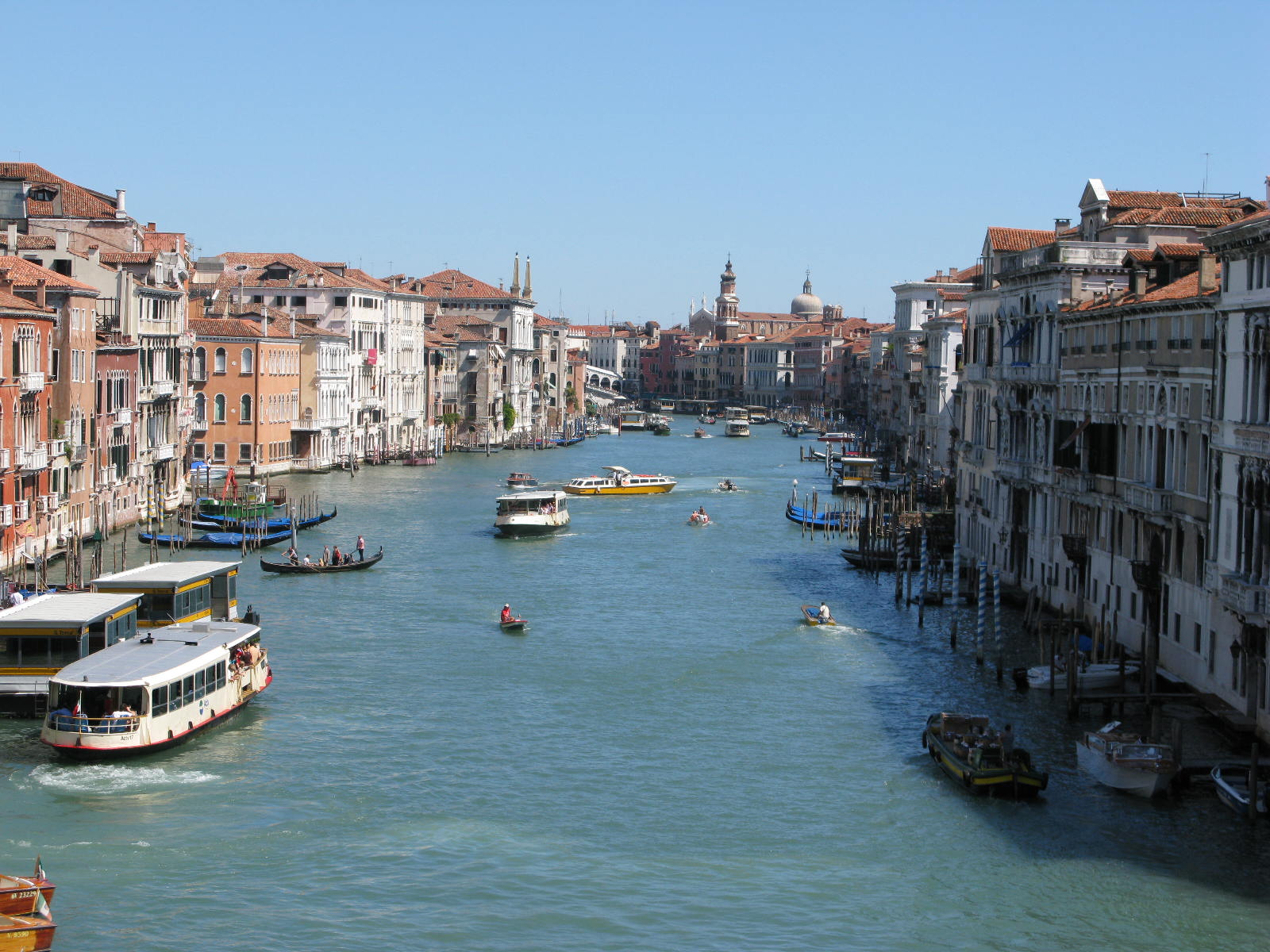
Вид на канал со второго этажа
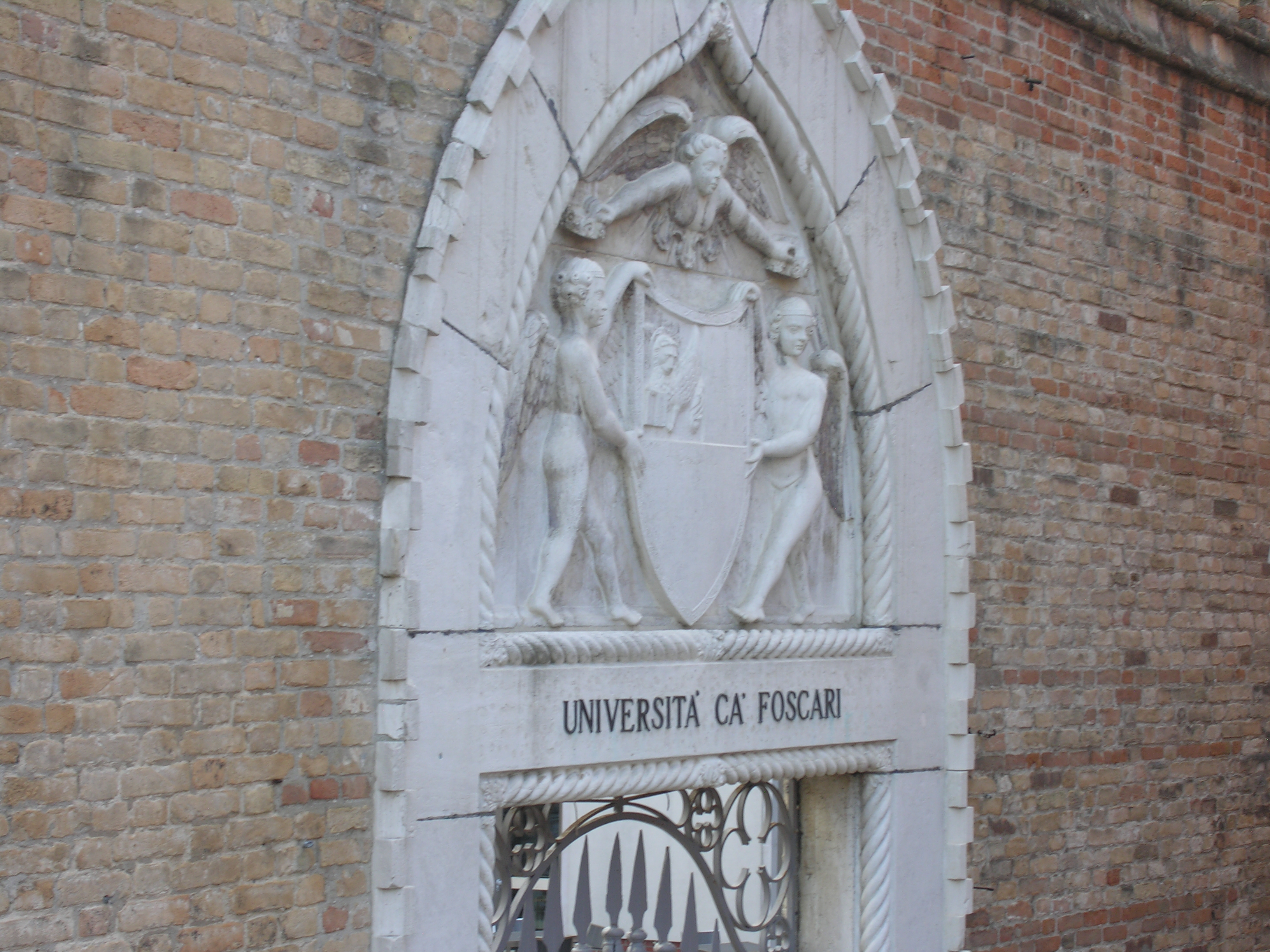
Портал входа во двор Университета
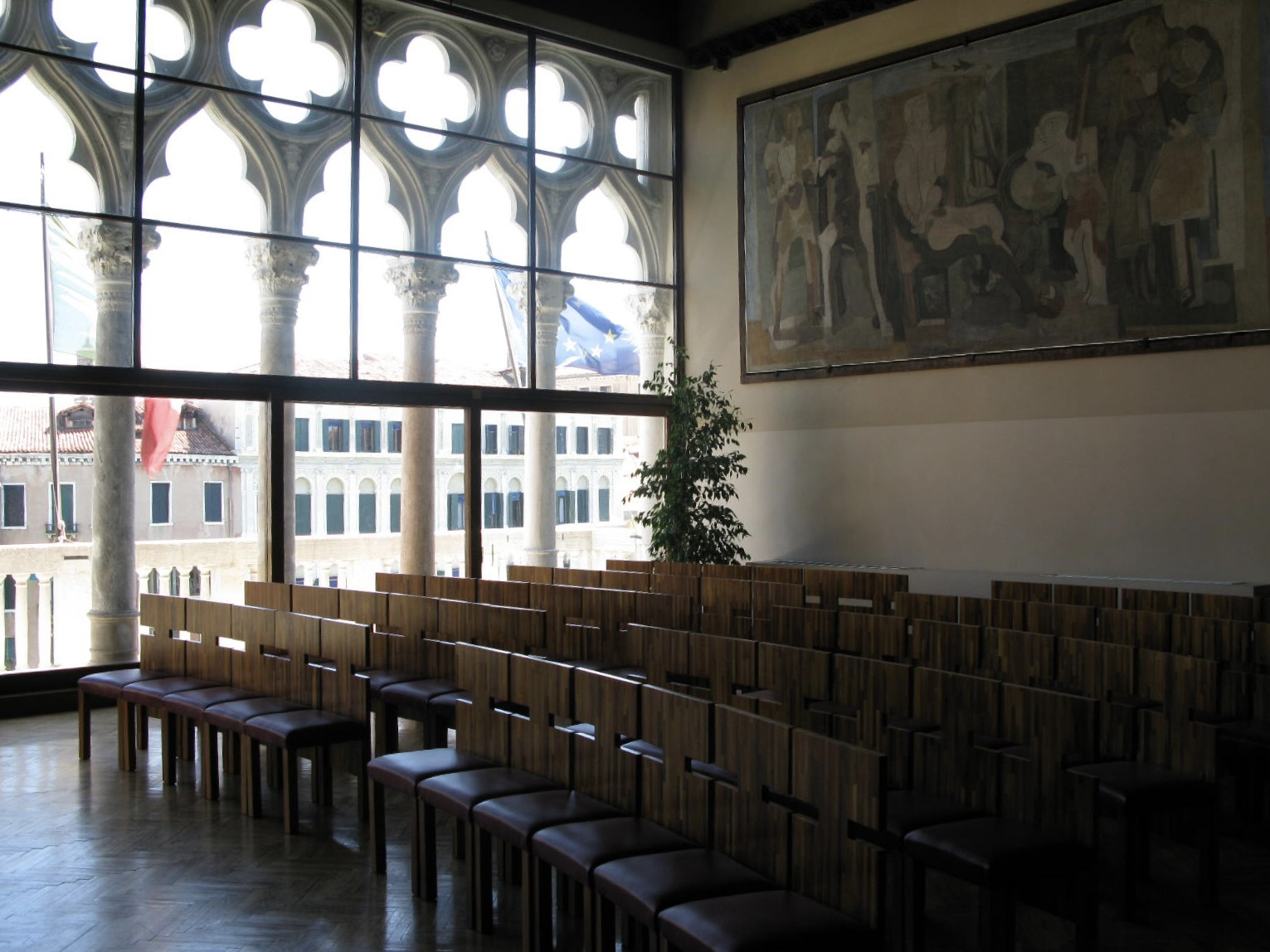
Зал Марио Барато
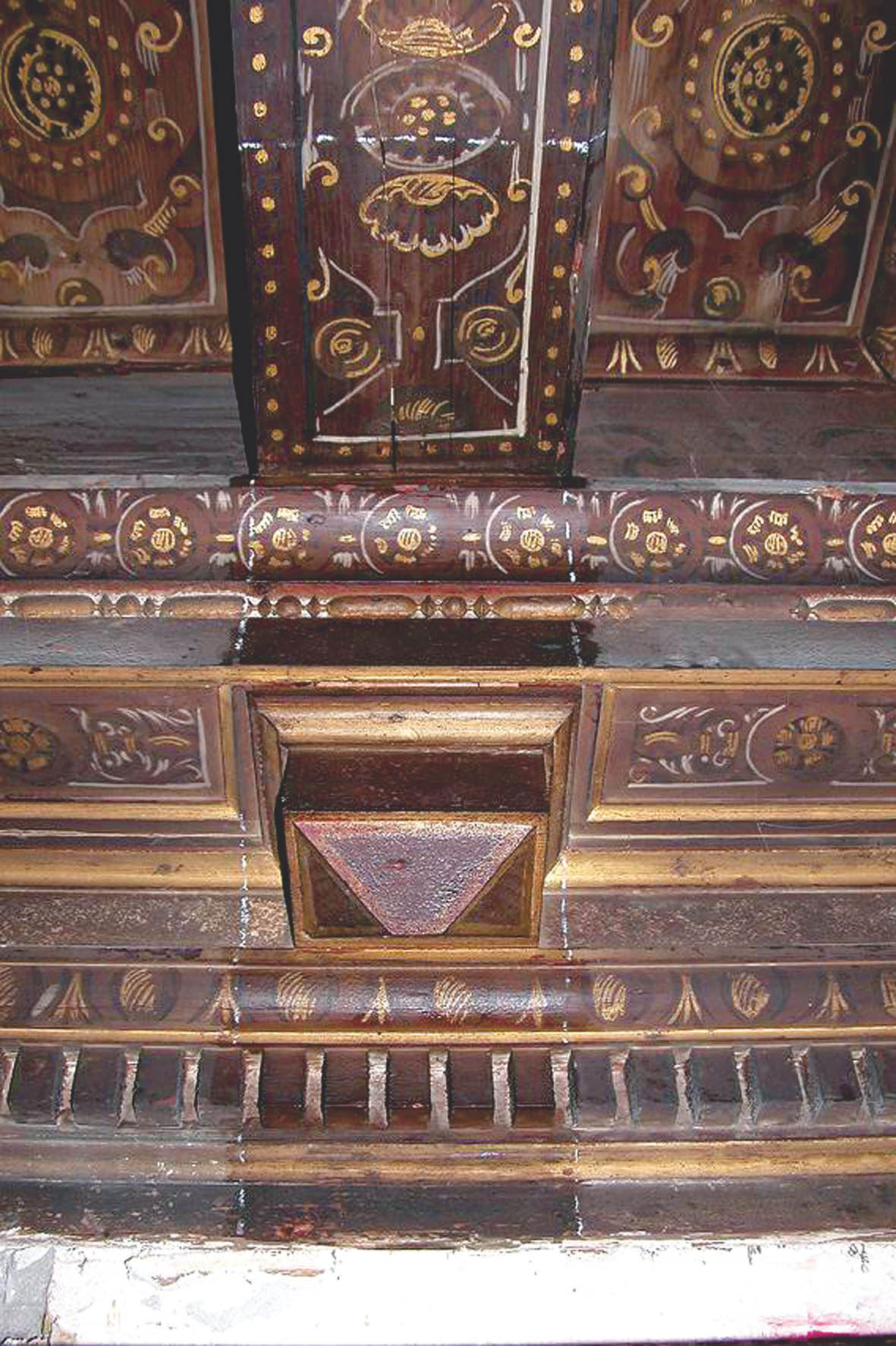
Потолок XVI века
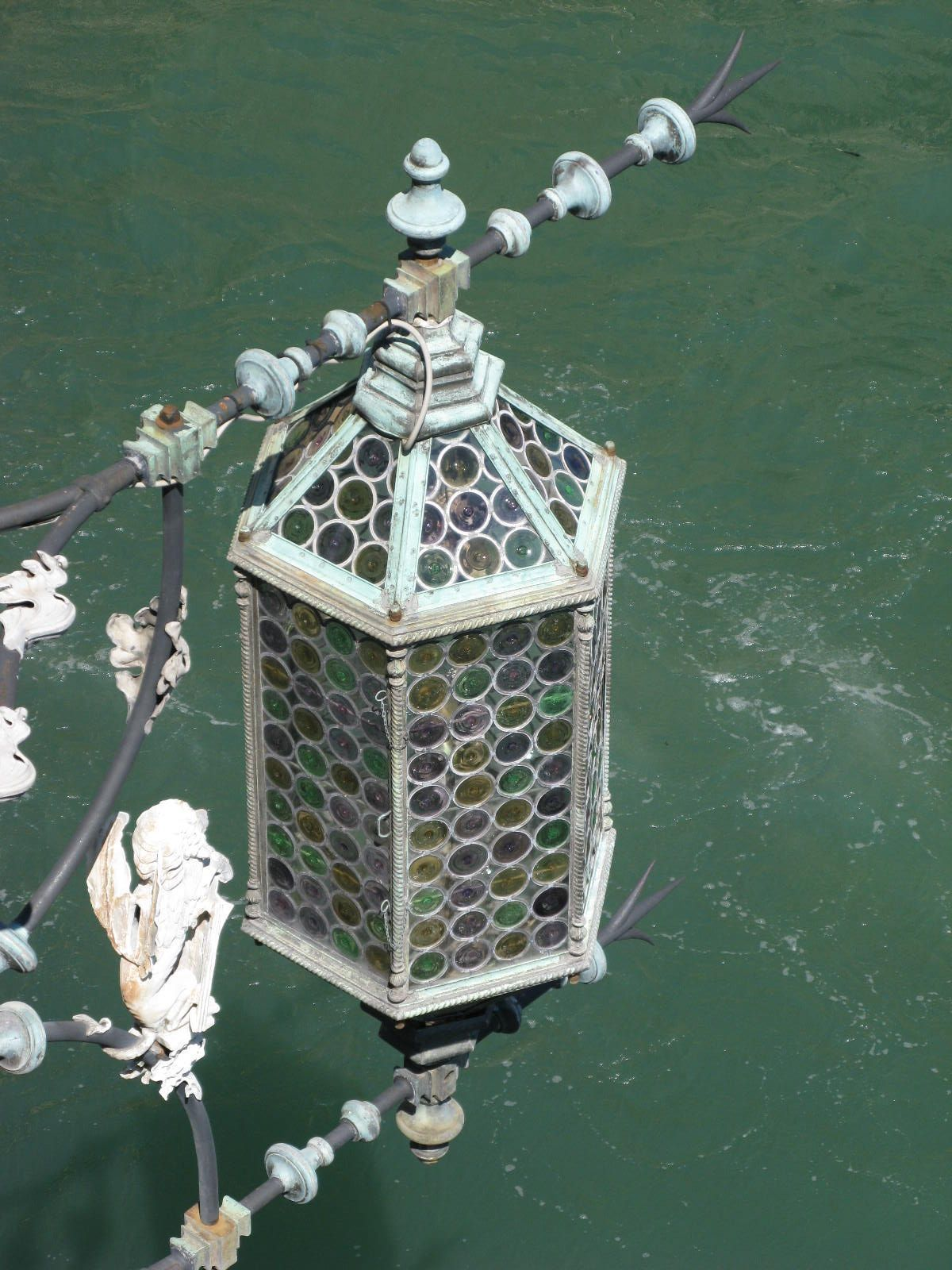
Лантерна XIX века